# Michael Emerson
Michael Emerson er en amerikansk skuespiller, bl.a. kendt for sin rolle som den manipulerende Benjamin Linus i tv-serien Lost

## Filmografi

### Film
| År   | Titel                                   | Rolle              | Noter                  |
| ---- | --------------------------------------- | ------------------ | ---------------------- |
| 1997 | The Journey                             | Michael            |                        |
| 1998 | The Impostors                           | Burtom's Assistant |                        |
| 1998 | Playing by Heart                        | Bosco              |                        |
| 1999 | I'll Take You There                     | Tom                |                        |
| 1999 | For Love of the Game                    | Gallery Doorman    |                        |
| 2001 | Sounds from a Town I Love               | Man                | Short film             |
| 2002 | The Laramie Project                     | Reverend           |                        |
| 2002 | Unfaithful                              | Josh               |                        |
| 2004 | Saw                                     | Zep Hindle         |                        |
| 2004 | Straight-Jacket                         | Victor             |                        |
| 2005 | 29th and Gay                            | Gorilla            |                        |
| 2005 | The Legend of Zorro                     | Harrigan           |                        |
| 2006 | Jumping Off Bridges                     | Frank Nelson       |                        |
| 2008 | Ready? OK!                              | Charlie New        |                        |
| 2010 | Goldstar, Ohio                          | Steve Harper       |                        |
| 2012 | Batman: The Dark Knight Returns, Part 1 | Jokeren            | Voice, direct-to-video |
| 2013 | Batman: The Dark Knight Returns, Part 2 | Jokeren            | Voice, direct-to-video |

### Tv
| År        | Titel                                          | Rolle              | Noter |
| --------- | ---------------------------------------------- | ------------------ | --- |
| 1990      | Orpheus Descending                             | Clown              | Television film |
| 1998      | Grace and Glorie                               | Arnold Dudley      | Television film |
| 1999      | Stark Raving Mad                               | Mr. Putnam         | Episode: "The Psychic" |
| 2000      | The District                                   | Man in Bar         | Episode: "Pilot" |
| 2000–2001 | The Practice                                   | William Hinks      | 6 episoder Primetime Emmy Award for Outstanding Guest Actor in a Drama Series |
| 2001      | The Education of Max Bickford                  | Unknown            | Episode: "Herding Carts" |
| 2002      | Law & Order: Criminal Intent                   | Gerry Rankin       | Episode: "Phantom" |
| 2002      | The X-Files                                    | Oliver Martin      | Episode: "Sunshine Days" |
| 2003      | Without a Trace                                | Stuart Wesmar      | Episode: "Victory for Humanity" |
| 2003      | Skin                                           | Scarpelli          | Episode: "Secrets & Lies" |
| 2003      | Whoopi                                         | F. Thomas Erickson | Episode: "The Fat and the Frivolous" |
| 2004      | Law & Order: Special Victims Unit              | Allan Shaye        | Episode: "Ritual" |
| 2005      | The Inside                                     | Marty Manning      | Episode: "Pre-Filer" |
| 2006–2010 | Lost                                           | Ben Linus          | 79 episoder Primetime Emmy Award for Outstanding Supporting Actor in a Drama Series Saturn Award for Best Supporting Actor on Television Nominated—Golden Globe Award for Best Supporting Actor – Series, Miniseries or Television Film Nominated—Primetime Emmy Award for Outstanding Supporting Actor in a Drama Series (2007–08, 2010) Nominated—Satellite Award for Best Supporting Actor – Series, Miniseries or Television Film (2006–07) Nominated—Saturn Award for Best Supporting Actor on Television (2007, 2009–11) Nominated—Teen Choice Award for Choice TV Villain |
| 2007      | Lost: Missing Pieces                           | Ben Linus          | 2 episoder |
| 2010      | Front Line                                     | John Winthrop      | Episode: "God In America" |
| 2011      | Parenthood                                     | Andy Fitzgerald    | Episode: "Amazing Andy and His Wonderful World of Bugs" |
| 2011      | G.I. Joe: Renegades                            | Doctor Venom       | Voice, episode: "The Anaconda Strain" |
| 2011      | Generator Rex                                  | Alpha Nanite       | Voice, episode: "Ben 10/Generator Rex: Heroes United" |
| 2011–2016 | Person of Interest                             | Harold Finch       | 103 episoder |
| 2014      | The Mystery of Matter: Search for the Elements | Narrator           | Voice, 3 episoder |
| 2017–2018 | Arrow                                          | Cayden James       | 7 episoder |
| 2017      | Claws                                          | Ted                | Episode: "Ambrosia" |
| 2018      | Mozart in the Jungle                           | Morton Norton      | 2 episoder |
| 2019      | The Name of the Rose                           | The Abbot          | 8 episoder |
| 2019–2024 | Evil                                           | Leland Townsend    | 31 episoder Nominated—Critics' Choice Super Award for Best Actor in a Horror Series Nominated—Saturn Award for Best Supporting Actor on Television Nominated—Critics' Choice Television Award for Best Supporting Actor in a Drama Series |
| 2023      | My Adventures with Superman                    | Brainiac           | Voice, episode: "Hearts of the Fathers" |
| 2024      | Fallout                                        | Wilzig             | Episode: "The Target" |

### Computerspil
| År   | Titel           | Stemmerolle |
| ---- | --------------- | ----------- |
| 2008 | Lost: Via Domus | Ben Linus   |
| 2020 | Crucible        | Brother     |

### Teater
- Othello, University of North Florida[1]
- Noises Off (som Garry), Theatre Jacksonville,[1] 1986 or 1987[2]
- Hamlet (som Hamlet), University of North Florida Theatre, Jacksonville, Florida, 1987
- Hamlet (som Hamlet), Players-By-The-Sea Theatre, Jacksonville Beach, Florida[3]
- The Importance of Being Earnest, Arkansas Repertory Theatre, 1990
- Parts Unknown, Players-By-The-Sea Theatre, Jacksonville Beach, Florida, 1993
- The Tempest (som Ferdinand), Alabama Shakespeare Festival, 1994 or 1995[4]
- The Way of the World (som Lady Wishfort), Alabama Shakespeare Festival, 1994 or 1995[4]
- Hamlet (som Rosencrantz), Alabama Shakespeare Festival, 1994 or 1995[4]
- All's Well That Ends Well, Alabama Shakespeare Festival, 1994 or 1995[4]
- Henry IV, Part 1, Alabama Shakespeare Festival, 1994 or 1995[4]
- A Christmas Carol, Alabama Shakespeare Festival, 1994 or 1995[4]
- The Crucible, Alabama Shakespeare Festival, 1994 or 1995[4]
- Androcles and the Lion, Alabama Shakespeare Festival, 1995 or 1996[4]
- Gross Indecency: The Three Trials of Oscar Wilde (som Oscar Wilde), Minetta Lane Theatre, off-Broadway, 1997–1998
- The Iceman Cometh (som Willie Oban), Brooks Atkinson Theatre, 1999
- Give Me Your Answer, Do! (som David Knight), Gramercy Theatre, off-Broadway, 1999–2000
- Hedda Gabler (som George Tesman), Williamstown Theatre Festival, Main Stage, 2000
- Hedda Gabler (som George Tesman), Ambassador Theatre, Broadway, 2001–2002
- Tartuffe (som Cleante), American Airlines Theatre, Broadway, 2003
- Measure for Measure (som Duke Vincentio), California Shakespeare Theater, Orinda, California, 2003
- Someone Who'll Watch Over Me, The Ridgefield Playhouse for Movies and the Performing Arts, 2004
- Hamlet (som Ghost, Claudius, Osric, and Guildenstern), McCarter Theatre Center, Princeton, New Jersey, 2005
- Bach at Leipzig (som Schott), New York Theatre Workshop, 2005
- Likeness, Primary Stages Theater (307 W. 38th Street), 2008
- Every Good Boy Deserves Favour (som Alexander), Chautauqua Theater Company, 2008
- Love Letters (som Andrew Makepeace Ladd, III), Charleston Stage, 2010
- Wakey, Wakey (play by Will Eno) Signature Theatre (som Guy), 2017